# Australian Terrier
L'Australian Terrier è una razza di cane di piccola taglia, originario dell Australia da razze britanniche (yorkshire, cairn, skye e norwich).

## Descrizione
È un cane robusto a gambe corte, con cranio allungato, piatto e di larghezza moderata. Ha un corpo un po' più lungo in proporzione all'altezza, un'andatura libera, elastica e vigorosa, e un manto lungo sui 6 cm di colori grigio-blu scuro e fuoco.

## Carattere
Ideale da tenere in appartamento, è allegro, vispo, dolce e facile da addestrare. Si affeziona subito ai suoi padroni e ama giocare con i bambini, ma adora anche andare in giro e necessita di essere portato a spasso ogni giorno. Presenta inoltre delle buone doti come cacciatore di roditori o altri animali nel cortile.